# تورفوصور

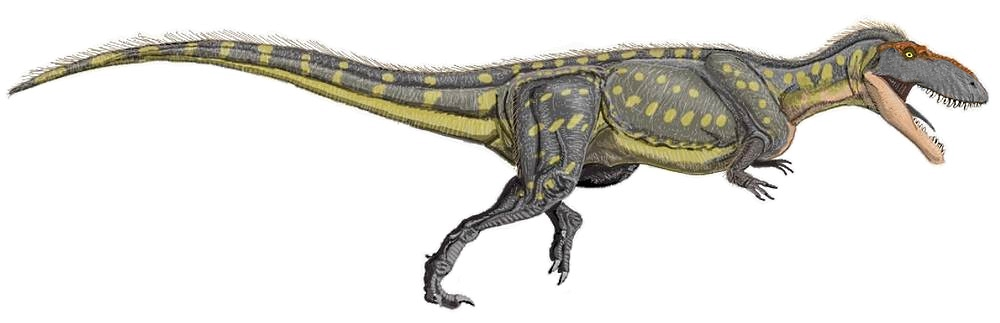
اعادة انشاء T. tanneri

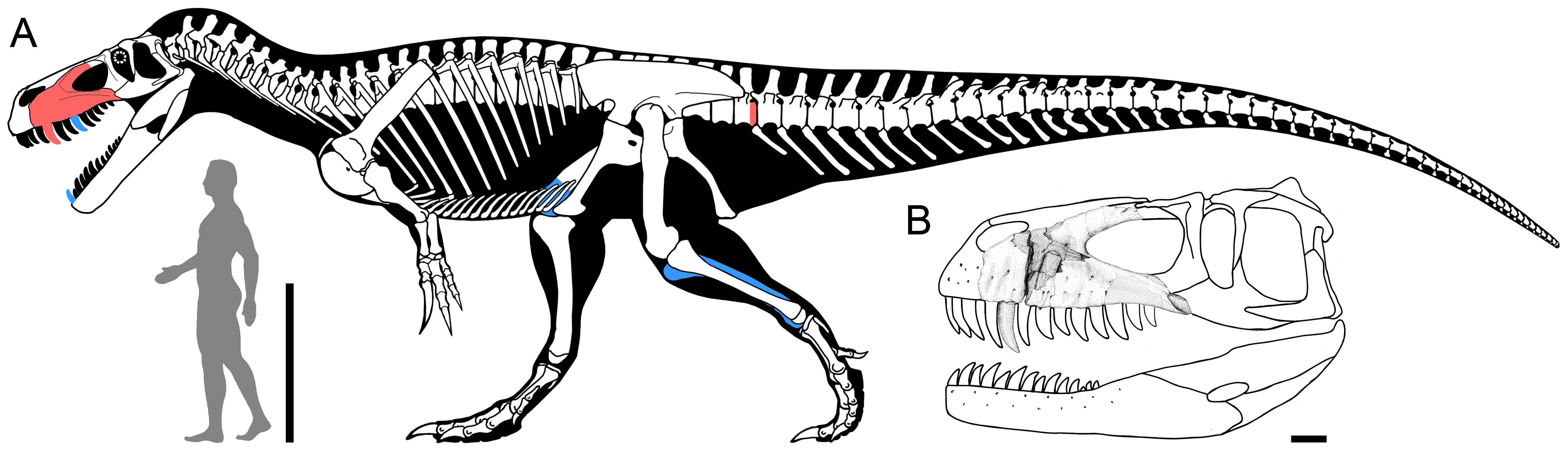
اعادة انشاء الهيكل العظمي تظهر حجم الـ T. gurneyi مع إبراز الأجزاء المعروفة

التورڤوصورس (Torvosaurus) هو جنس من ديناصورات ميجالوصوريات الثيروبودا، عاش منذ 153 إلى 148 مليون سنة مضت خلال عصر الجوراسي المتأخر، يتضمن نوعين هما Torvosaurus tanneri و Torvosaurus gurneyi.

## وصلات خارجية
- Largest Predatory Dinosaur in Europe Found at nationalgeographic